# Liste niederländischer Schachspieler
Die Liste niederländischer Schachspieler enthält Schachspieler, die für den niederländischen Schachverband spielberechtigt sind oder waren und mindestens eine der folgenden Bedingungen erfüllen:
- Träger einer der folgenden FIDE-Titel: Großmeister, Ehren-Großmeister, Internationaler Meister, Großmeisterin der Frauen, Ehren-Großmeisterin der Frauen, Internationale Meisterin der Frauen;
- Träger einer der folgenden ICCF-Titel: Großmeister, Verdienter Internationaler Meister, Internationaler Meister, Großmeisterin der Frauen, Internationale Meisterin der Frauen;
- Gewinn einer nationalen Einzelmeisterschaft;

## A
- Arthur Abolianin (* 1966), Internationaler Meister[1]
- Miguoel Admiraal (* 1994), Internationaler Meister
- Heleen van Arkel-de Greef (* 1965), Internationale Meisterin der Frauen, niederländische Meisterin der Frauen
- Floris van Assendelft (* 1985), Internationaler Meister

## B

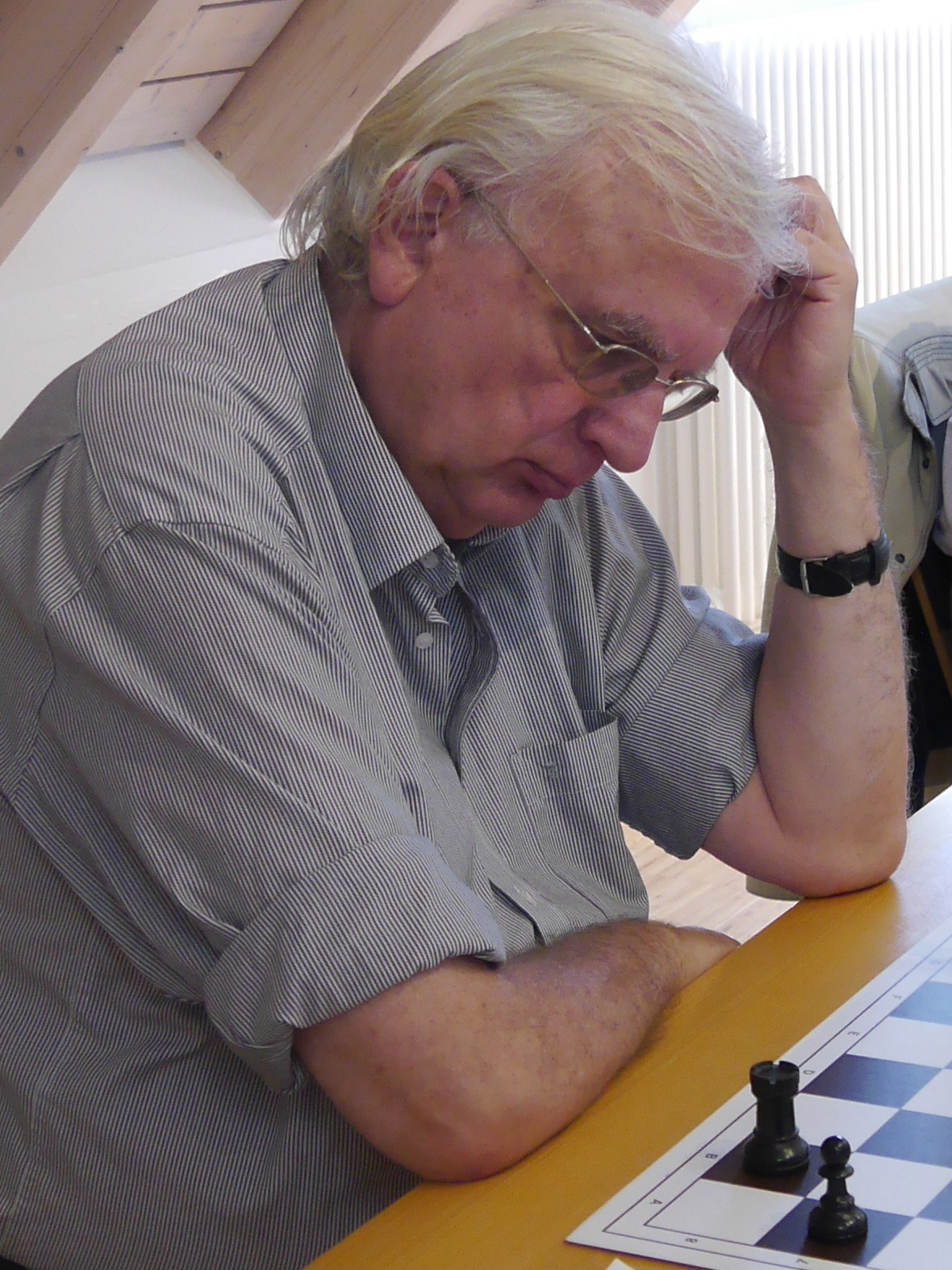
Günther Ballon, 2016

- Günther Ballon (* 1942), internationaler Fernschachmeister
- Johan Barendregt (1924–1982), Internationaler Meister
- Alexander van Beek (* 1981), Internationaler Meister
- Lucien van Beek (* 1979), Internationaler Meister
- Thomas Beerdsen (* 1998), Internationaler Meister
- Erika Belle (* 1956), Internationale Meisterin der Frauen, niederländische Meisterin der Frauen
- Anne Marie Benschop (* 1969), Internationale Meisterin der Frauen, niederländische Meisterin der Frauen
- Marlies Bensdorp-De Labaca (* 1985), Internationale Meisterin der Frauen
- Carel van den Berg (1924–1971), Internationaler Meister
- Joost Berkvens (* 1981), Internationaler Meister
- Stefan Beukema (* 1996), Internationaler Meister[2]
- Ali Bitalzadeh (* 1989), Internationaler Meister
- Albert Blees (1962–2024), Internationaler Meister
- Frits Bleker (* 1950), Internationaler Fernschachmeister[3]
- Stefan van Blitterswijk (* 1976), Internationaler Meister
- Hans Böhm (* 1950), Internationaler Meister
- Gert-Jan de Boer (* 1959), Internationaler Meister
- Paul Boersma (* 1948), Internationaler Meister
- Benjamin Bok (* 1995), Großmeister
- Peter Albertus Boll (* 1958), Fernschachgroßmeister
- Wim Boom (* 1947), internationaler Fernschachmeister
- Frans Borm (* 1950), Internationaler Meister
- Henk van den Bos, internationaler Fernschachmeister
- Iwona Bos-Świecik (* 1958), Internationale Meisterin der Frauen, niederländische Meisterin der Frauen[4]
- Manuel Bosboom (* 1963), Internationaler Meister
- Jeroen Bosch (* 1970), Internationaler Meister
- Johannes van den Bosch (1906–1994), historischer Meister
- Bouwe Boschma, internationaler Fernschachmeister
- Michiel Bosman (* 1969), Internationaler Meister
- Hans Bouwmeester (* 1929), Internationaler Meister, Fernschachgroßmeister
- Daan Brandenburg (* 1987), Großmeister
- Ignacy Branicki (1912–2004), historischer Meister[5]
- Joris Brenninkmeijer (* 1969), Internationaler Meister
- Barry Brink (* 1975), Internationaler Meister
- Jasper Broekmeulen (* 1987), Internationaler Meister
- Dennis Brokken (* 1982), Internationaler Meister
- Johannes Brugman, internationaler Fernschachmeister
- Carla Bruinenberg (* 1944), niederländische Meisterin der Frauen
- Albert Buisman (* 1945), internationaler Fernschachmeister
- Twan Burg (* 1990), Großmeister, Verdienter Internationaler Meister im Fernschach

## C
- Helmut Cardon (* 1963), Internationaler Meister
- Bruno Carlier (* 1956), Internationaler Meister
- Roberto Cifuentes Parada (* 1957), Großmeister[6]
- Nicolaas Cortlever (1915–1995), Internationaler Meister
- Frans Cuijpers (* 1962), Internationaler Meister

## D
- Martijn Dambacher (* 1979), Großmeister
- Jacques Davidson (1890–1969), historischer Meister
- Jop Delemarre (* 1977), Internationaler Meister
- Merijn van Delft (* 1979), Internationaler Meister
- Tycho Dijkhuis (* 1998), Internationaler Meister
- Erik van den Doel (* 1979), Großmeister
- Johannes Hendrikus Donner (1927–1988), Großmeister, niederländischer Meister
- Rudy Douven (* 1961), Internationaler Meister, niederländischer Meister
- Mariëtte Drewes (* 1967), niederländische Meisterin der Frauen
- Quinten Ducarmon (* 1994), Internationaler Meister

## E
- Rogier van Egmond (* 1953), internationaler Fernschachmeister
- Sander van Eijk (* 1986), Internationaler Meister
- Bertus Enklaar (1943–1996), Internationaler Meister
- Sipke Ernst (* 1979), Großmeister
- Marc Erwich (* 1986), Internationaler Meister
- Johannes Esser (1877–1946), niederländischer Meister
- Max Euwe (1901–1981), Weltmeister, Großmeister, niederländischer Meister

## F
- Jorden van Foreest (* 1999), Großmeister, niederländischer Meister
- Lucas van Foreest (* 2001), Großmeister, niederländischer Meister
- Rob Frederiks (* 1943), internationaler Fernschachmeister

## G
- Dirk Daniel van Geet (1932–2012), Internationaler Meister, Fernschachgroßmeister
- G. van Gelder, historischer Meister
- Peter Gelpke (* 1962), Internationaler Meister
- Ada van der Giessen (* 1948), niederländische Meisterin der Frauen
- Anish Giri (* 1994), Großmeister, niederländischer Meister[7]
- Etienne Goudriaan (* 1990), Internationaler Meister
- Carol-Peter Gouw (* 1961), Fernschachgroßmeister
- Jan Willem van de Griendt (* 1970), Internationaler Meister
- Cornelis Groeneveld (1922–2005), internationaler Fernschachmeister
- Adriaan de Groot (1914–2006), Verdienter Internationaler Meister im Fernschach
- Herman Grooten (* 1958), Internationaler Meister
- Sopiko Guramischwili (* 1991), Internationaler Meister, Großmeisterin der Frauen[8]

## H
- Anne Haast (* 1993), Großmeisterin der Frauen, niederländische Meisterin der Frauen
- Mark Haast (* 1991), Internationaler Meister
- Edwin van Haastert (* 1974), Internationaler Meister
- Henk Hage (1943–2001), internationaler Fernschachmeister
- Désiree Hamelink (* 1981), Internationale Meisterin der Frauen
- Jessica Harmsen (* 1966), Internationale Meisterin der Frauen, niederländische Meisterin der Frauen
- Robert Hartoch (1947–2009), Internationaler Meister
- Albert Hebels (* 1955), Verdienter Internationaler Meister im Fernschach
- Fenny Heemskerk (1919–2007), Großmeisterin der Frauen, niederländische Meisterin der Frauen
- Anton van der Heijden (* 1961), internationaler Fernschachmeister
- Jan Helsloot (* 1959), internationaler Fernschachmeister
- Willy Hendriks (* 1966), Internationaler Meister
- Richard Hendriks (* 1958), internationaler Fernschachmeister
- Franciscus Henneberke (1925–1988), Internationaler Meister
- Hugo ten Hertog (* 1994), Großmeister
- Arnoldus van den Hoek (1921–1945), historischer Meister
- Hendrik Pieter Hoeksema (* 1962), Internationaler Meister
- H.G.J. Hölscher (Henricus Gerard Joseph Hölscher; 1916–2004), internationaler Fernschachmeister
- David van der Hoeven (* 1969), Fernschachgroßmeister
- Theo Hommeles (* 1961), Internationaler Meister
- Pieter Hopman (* 1972), Internationaler Meister
- Arend Hotting, Verdienter Internationaler Meister im Fernschach
- Piet van der Houwen, Verdienter Internationaler Meister im Fernschach

## I
- Abram Idema (* 1927), Fernschachgroßmeister

## J
- Joop Jansen, Verdienter Internationaler Meister im Fernschach
- Ruud Janssen (* 1979), Großmeister
- Linda Jap Tjoen San (* 1977), Internationale Meisterin der Frauen
- Jelmer Jens (* 1982), Internationaler Meister
- Jan-Willem de Jong (* 1981), Internationaler Meister
- Migchiel de Jong (* 1972), Internationaler Meister
- Peter de Jong (* 1961), internationaler Fernschachmeister
- Bianca de Jong-Muhren (* 1986), Großmeisterin der Frauen[9]
- Harmen Jonkman (* 1975), Großmeister

## K
- Robin van Kampen (* 1994), Großmeister
- Anna-Maja Kazarian (* 2000), Internationale Meisterin der Frauen
- Maaike Keetman (* 1999), niederländische Meisterin der Frauen
- Robby Kevlishvili (* 2001), Großmeister
- Hans Klarenbeek (* 1965), Internationaler Meister
- Christov Kleijn (* 1991), Internationaler Meister
- David Klein (* 1993), Großmeister
- Esther de Kleuver (* 1968), Internationale Meisterin der Frauen
- Hans Klip (* 1959), Internationaler Meister
- Hans Kmoch (1894–1973), historischer Schachmeister[10]
- Marisca Kouwenhoven (* 1976), niederländische Meisterin der Frauen
- Haije Kramer (1917–2004), Internationaler Meister, Fernschachgroßmeister
- Frank Kroeze (* 1973), Internationaler Meister
- Gerard Kroone (1897–1979), historischer Meister
- Rob Kruis (* 1946), Verdienter Internationaler Meister im Fernschach
- Marinus Kuijf (* 1960), Internationaler Meister, niederländischer Meister
- Frans Kuijpers (1941–2024), Internationaler Meister, niederländischer Meister
- Jacques Kuiper, Fernschachgroßmeister
- Stefan Kuipers (* 1990), Internationaler Meister

## L
- Hing Ting Lai (* 1997), Internationaler Meister
- Gerrit Hans Lambers, internationaler Fernschachmeister
- Erwin l’Ami (* 1985), Großmeister
- Tea Lanchava (* 1974), Internationaler Meister und Großmeisterin der Frauen, niederländische Meisterin der Frauen[11]
- Salo Landau (1903–1944), niederländischer Meister
- Christ van de Langenberg, internationaler Fernschachmeister
- Ron Langeveld (* 1966), Fernschachweltmeister, Fernschachgroßmeister
- Kick Langeweg (* 1937), Internationaler Meister
- Koen Leenhouts (* 1984), Internationaler Meister
- Gert Legemaat (* 1963), internationaler Fernschachmeister
- Oscar Lemmers (* 1972), Internationaler Meister
- Ilias van der Lende (* 1994), Internationaler Meister
- Norman van Lennep (1872–1897), historischer Meister
- Benjamin Leussen (1876–1924), historischer Meister
- Gert Ligterink (* 1949), Internationaler Meister, niederländischer Meister
- Renate Limbach (1971–2006), Internationale Meisterin der Frauen, niederländische Meisterin der Frauen
- Rudolf Loman (1861–1932), niederländischer Meister

## M
- Nick Maatman (* 1995), Internationaler Meister
- Rudolf Maliangkay (1943–2010), Fernschachgroßmeister
- Gerben van Manen (* 1946), internationaler Fernschachmeister
- Max Marchand (1888–1957), niederländischer Meister
- Martin Martens (* 1970), Internationaler Meister
- Joost Michielsen (* 1987), Internationaler Meister
- Tom Middelburg (* 1980), Internationaler Meister[12]
- David Miedema (* 1989), Internationaler Meister
- Alexandra van der Mije (1940–2013), Großmeisterin der Frauen, niederländische Meisterin der Frauen[13]
- Johannes van Mil (1959–2008), Internationaler Meister
- Hans Molenbroek (* 1924), internationaler Fernschachmeister
- Walter Mooij (* 1938), Verdienter Internationaler Meister im Fernschach
- Leonardus Mooren, internationaler Fernschachmeister
- Jan van de Mortel (* 1975), Internationaler Meister
- Willem Jan Muhring (1913–1999), historischer Meister
- Kornelis Dirk Mulder van Leens Dijkstra (1917–1989), Fernschachgroßmeister

## N
- Kier Nienhuis (1935–2004), internationaler Fernschachmeister
- Friso Nijboer (* 1965), Großmeister
- Daniël Noteboom (1910–1932), historischer Meister
- Toon Notten (* 1941), internationaler Fernschachmeister

## O
- Adolf Olland (1867–1933), niederländischer Meister
- Niels Ondersteijn (* 1984), Internationaler Meister
- Rens Oomen, internationaler Fernschachmeister
- Chiel van Oosterom (* 1988), Internationaler Meister
- Joop van Oosterom (1937–2016), Fernschachweltmeister, Fernschachgroßmeister
- Lars Ootes (* 1991), Internationaler Meister
- Anton den Ouden (* 1937), Fernschachgroßmeister
- Willem Adrianus Oudheusen, internationaler Fernschachmeister
- Arthur van de Oudeweetering (* 1966), Internationaler Meister
- Ronald Overveld (* 1962), internationaler Fernschachmeister

## P
- Ioana-Smaranda Pădurariu (* 1987), Internationale Meisterin der Frauen[14]
- Hanneke van Parreren (* 1953), niederländische Meisterin der Frauen
- Marcel Peek (* 1961), Internationaler Meister
- Maurice Peek (* 1976), Internationaler Meister
- Piet Peelen (* 1965), Internationaler Meister
- Peng Zhaoqin (* 1968), Großmeister und Großmeisterin der Frauen[15]
- Gerardus van Perlo (1932–2010), Fernschachgroßmeister
- Toon Peters, internationaler Fernschachmeister
- Gert Pieterse (* 1962), Internationaler Meister
- Arthur Pijpers (* 1994), Internationaler Meister
- Jeroen Piket (* 1969), Großmeister, niederländischer Meister
- Dietmar Pillhock (1944–2001), Verdienter Internationaler Meister im Fernschach
- Rudi Johannes Planta (1932–2000), internationaler Fernschachmeister
- Leon Pliester (1954–2012), Internationaler Meister
- Michiel Plomp (* 1962), Fernschachgroßmeister
- Wim Pommerel Brouwer, Verdienter Internationaler Meister im Fernschach
- Lodewijk Prins (1913–1999), Ehrengroßmeister, Internationaler Meister, niederländischer Meister
- Roeland Pruijssers (* 1989), Großmeister

## R
- Rene Raijmaekers, Verdienter Internationaler Meister im Fernschach
- Wim Rakhorst (* 1947), internationaler Fernschachmeister
- Rosa Ratsma (* 1996), Internationale Meisterin der Frauen
- Hans Ree (* 1944), Großmeister, niederländischer Meister
- Dimitri Reinderman (* 1972), Großmeister, niederländischer Meister
- Tim Remmel (* 1979), internationaler Fernschachmeister
- Li Riemersma (* 1967), Internationaler Meister
- Robert Ris (* 1988), Internationaler Meister
- Ronald Ritsema (* 1967), internationaler Fernschachmeister
- Catharina Roodzant (1896–1999), niederländische Meisterin der Frauen
- Piet Roos (* 1943), internationaler Fernschachmeister
- Vincent Rothuis (* 1990), Internationaler Meister
- Yong Hoon de Rover (* 1979), Internationaler Meister

## S
- Hendrik Bartus Sarink (* 1922), Fernschachgroßmeister
- Peter Scheeren (* 1955), Internationaler Meister
- Theo van Scheltinga (1914–1994), Internationaler Meister
- Eddie Scholl (* 1944), niederländischer Meister
- Casper Schoppen (* 2002), Großmeister
- Nico Schouten (* 1945), Internationaler Meister
- Marc Schroeder, Verdienter Internationaler Meister im Fernschach
- Lisa Schut (* 1994), Internationale Meisterin der Frauen, niederländische Meisterin der Frauen
- Piet Seewald (1916–1994), Fernschachgroßmeister
- Fred Slingerland (* 1972), Internationaler Meister
- Jan Smeets (* 1985), Großmeister, niederländischer Meister
- Dick Smit (1923–1997), Fernschachgroßmeister
- Kaj Söderberg (* 1961), Internationaler Fernschachmeister[16]
- Ivan Sokolov (* 1968), Großmeister, niederländischer Meister[17]
- Maarten Solleveld (* 1979), Großmeister
- Gennadi Sosonko (* 1943), Großmeister, niederländischer Meister
- Abraham Speijer (1873–1956), historischer Meister
- Wouter Spoelman (* 1990), Großmeister
- Ernst Hendrik Sprenger (1927–2008), Verdienter Internationaler Meister im Fernschach
- Jacob Staal (* 1932), internationaler Fernschachmeister
- Klaas Steijn (1936–1996), internationaler Fernschachmeister
- Elias Stein (1748–1812), historischer Meister
- Daniël Stellwagen (* 1987), Großmeister
- Paul van der Sterren (* 1956), Großmeister, niederländischer Meister
- Antoon Stuart (* 1956), internationaler Fernschachmeister
- Robin Swinkels (* 1989), Großmeister
- Erika Sziva (* 1967), Großmeisterin der Frauen, niederländische Meisterin der Frauen[18]

## T
- Abraham van der Tak (* 1935), internationaler Fernschachmeister
- Matthew Tan (* 1988), Internationaler Meister
- Louk Tazelaar, Verdienter Internationaler Meister im Fernschach
- Henk Temmink (* 1952), internationaler Fernschachmeister
- Richard van Tienhoven, internationaler Fernschachmeister
- Jan Timman (* 1951), Großmeister, niederländischer Meister
- Rie Timmer (1926–1994), niederländische Meisterin der Frauen
- Gert Jan Timmerman (* 1956), Fernschachweltmeister, Fernschachgroßmeister
- Mark Timmermans (* 1990), Internationaler Meister
- Sergey Tiviakov (* 1973), Großmeister, niederländischer Meister[19]
- Dharma Tjiam (* 1970), Internationaler Meister
- Boris Tsoukkerman (* 1947), Verdienter Internationaler Meister im Fernschach
- Ingrid Tuk (* 1945), niederländische Meisterin der Frauen
- Paul Tulfer (* 1947), Verdienter Internationaler Meister im Fernschach

## U
- Hans van Unen, Fernschachgroßmeister

## V
- Jeroen Vanheste (* 1964), Internationaler Meister
- Henk Vedder (* 1973), Internationaler Meister
- Yge Visser (* 1963), Großmeister
- Martin Vlasveld, Verdienter Internationaler Meister im Fernschach
- Jan Voormans (1944–2011), internationaler Fernschachmeister
- Corry Vreeken (1928–2025), Ehrengroßmeisterin der Frauen, Internationale Meisterin der Frauen, niederländische Meisterin der Frauen
- Dennis de Vreugt (* 1980), Großmeister
- Sylvia de Vries (* 1969), Internationale Meisterin der Frauen
- Liam Vrolijk (* 2002), Internationaler Meister

## W
- Jos de Waard (* 1956), Verdienter Internationaler Meister im Fernschach
- Max Warmerdam (* 2000), Großmeister
- Henri Weenink (1892–1931), historischer Meister
- Arlette van Weersel (* 1984), Internationale Meisterin der Frauen
- Karel van der Weide (* 1973), Großmeister
- Gerard Welling (* 1959), Internationaler Meister
- Loek van Wely (* 1972), Großmeister, niederländischer Meister
- Xander Wemmers (* 1974), Internationaler Meister
- Mark van der Werf (* 1968), Internationaler Meister
- Iozefina Werle (* 1989), Großmeisterin der Frauen, niederländische Meisterin der Frauen[20]
- Jan Werle (* 1984), Großmeister
- Rudy van Wessel (* 1973), Internationaler Meister
- Bert Westera (* 1963), Verdienter Internationaler Meister im Fernschach
- Ronald Weyerstrass, internationaler Fernschachmeister
- John van der Wiel (* 1959), Großmeister, niederländischer Meister
- Cor van Wieringen, internationaler Fernschachmeister
- Eelke Wiersma (* 1973), Internationaler Meister
- Tjalling Wiersma (* 1950), Fernschachgroßmeister
- Cor van Wijgerden (* 1950), Internationaler Meister
- Thomas Willemze (* 1982), Internationaler Meister
- Jan Willem van Willigen, internationaler Fernschachmeister
- Arthur de Winter (* 2008), Internationaler Meister

## Z
- Coen Zuidema (* 1942), Internationaler Meister, niederländischer Meister
- Nico Zwirs (* 1994), Internationaler Meister